# Asiatiska mästerskapet i fotboll för damer 2008
Asiatiska mästerskapet i fotboll för damer 2008 spelades i Vietnam under perioden 28 maj-8 juni 2008.

## Kvalificerade lag
- Australien
- Japan
- Kina
- Kinesiska Taipei
- Nordkorea
- Sydkorea
- Thailand
- Vietnam (värdnation)

## Gruppspel
Alla tider UTC+7

### Grupp A
| Nr | Lag       | S | V | O | F | GM | IM | MS  | P |
| -- | --------- | - | - | - | - | -- | -- | --- | - |
| 1  | Nordkorea | 3 | 3 | 0 | 0 | 9  | 0  | +9  | 9 |
| 2  | Kina      | 3 | 2 | 0 | 1 | 6  | 2  | +4  | 6 |
| 3  | Vietnam   | 3 | 1 | 0 | 2 | 1  | 4  | −3  | 3 |
| 4  | Thailand  | 3 | 0 | 0 | 3 | 1  | 11 | −10 | 0 |

|             | 28 maj 2008 | Nordkorea                                                            | 5 – 0   | Thailand | Thống Nhất Stadium                                                 |                                                                    |
| 17:00 UTC+7 | 17:00 UTC+7 | Kim Kyong-hwa 8′, 39′ Ri Kum-suk 30′ Ri Un-suk 51′ Kim Yong-ae 90+1′ | Rapport |          | Ho Chi Minh-staden Publik: 2 000 Domare: Tammy Ogston (Australien) | Ho Chi Minh-staden Publik: 2 000 Domare: Tammy Ogston (Australien) |
| 17:00 UTC+7 | 17:00 UTC+7 |                                                                      |         |          | Ho Chi Minh-staden Publik: 2 000 Domare: Tammy Ogston (Australien) | Ho Chi Minh-staden Publik: 2 000 Domare: Tammy Ogston (Australien) |
| 17:00 UTC+7 | 17:00 UTC+7 |                                                                      |         |          | Ho Chi Minh-staden Publik: 2 000 Domare: Tammy Ogston (Australien) | Ho Chi Minh-staden Publik: 2 000 Domare: Tammy Ogston (Australien) |

|             | 28 maj 2008 | Kina        | 1 – 0           | Vietnam | Thống Nhất Stadium                                              |                                                                 |
| 19:30 UTC+7 | 19:30 UTC+7 | Xu Yuan 31′ | (1 – 0) Rapport |         | Ho Chi Minh-staden Publik: 5 500 Domare: Hong Eun-ah (Sydkorea) | Ho Chi Minh-staden Publik: 5 500 Domare: Hong Eun-ah (Sydkorea) |
| 19:30 UTC+7 | 19:30 UTC+7 |             |                 |         | Ho Chi Minh-staden Publik: 5 500 Domare: Hong Eun-ah (Sydkorea) | Ho Chi Minh-staden Publik: 5 500 Domare: Hong Eun-ah (Sydkorea) |
| 19:30 UTC+7 | 19:30 UTC+7 |             |                 |         | Ho Chi Minh-staden Publik: 5 500 Domare: Hong Eun-ah (Sydkorea) | Ho Chi Minh-staden Publik: 5 500 Domare: Hong Eun-ah (Sydkorea) |

|             | 30 maj 2008 | Vietnam | 0 – 3           | Nordkorea                                  | Thống Nhất Stadium                                              |                                                                 |
| 17:00 UTC+7 | 17:00 UTC+7 |         | (0 – 2) Rapport | 11′ (str.) Ri Un-gyong 39′, 67′ Ri Kum-suk | Ho Chi Minh-staden Publik: 1 700 Domare: Hong Eun-ah (Sydkorea) | Ho Chi Minh-staden Publik: 1 700 Domare: Hong Eun-ah (Sydkorea) |
| 17:00 UTC+7 | 17:00 UTC+7 |         |                 |                                            | Ho Chi Minh-staden Publik: 1 700 Domare: Hong Eun-ah (Sydkorea) | Ho Chi Minh-staden Publik: 1 700 Domare: Hong Eun-ah (Sydkorea) |
| 17:00 UTC+7 | 17:00 UTC+7 |         |                 |                                            | Ho Chi Minh-staden Publik: 1 700 Domare: Hong Eun-ah (Sydkorea) | Ho Chi Minh-staden Publik: 1 700 Domare: Hong Eun-ah (Sydkorea) |

|             | 30 maj 2008 | Thailand        | 1 – 5           | Kina                                                 | Thống Nhất Stadium                                          |                                                             |
| 19:30 UTC+7 | 19:30 UTC+7 | Nisa Romyen 37′ | (1 – 3) Rapport | 11′ Liu Sa 20′, 73′ Qu Feifei 22′ Xu Yuan 86′ Pu Wei | Ho Chi Minh-staden Publik: 300 Domare: Baba Sachiko (Japan) | Ho Chi Minh-staden Publik: 300 Domare: Baba Sachiko (Japan) |
| 19:30 UTC+7 | 19:30 UTC+7 |                 |                 |                                                      | Ho Chi Minh-staden Publik: 300 Domare: Baba Sachiko (Japan) | Ho Chi Minh-staden Publik: 300 Domare: Baba Sachiko (Japan) |
| 19:30 UTC+7 | 19:30 UTC+7 |                 |                 |                                                      | Ho Chi Minh-staden Publik: 300 Domare: Baba Sachiko (Japan) | Ho Chi Minh-staden Publik: 300 Domare: Baba Sachiko (Japan) |

|             | 1 juni 2008 | Kina | 0 – 1           | Nordkorea       | Army Stadium                                                     |                                                                  |
| 18:30 UTC+7 | 18:30 UTC+7 |      | (0 – 1) Rapport | 34′ Ri Un-gyong | Ho Chi Minh-staden Publik: 200 Domare: Tammy Ogston (Australien) | Ho Chi Minh-staden Publik: 200 Domare: Tammy Ogston (Australien) |
| 18:30 UTC+7 | 18:30 UTC+7 |      |                 |                 | Ho Chi Minh-staden Publik: 200 Domare: Tammy Ogston (Australien) | Ho Chi Minh-staden Publik: 200 Domare: Tammy Ogston (Australien) |
| 18:30 UTC+7 | 18:30 UTC+7 |      |                 |                 | Ho Chi Minh-staden Publik: 200 Domare: Tammy Ogston (Australien) | Ho Chi Minh-staden Publik: 200 Domare: Tammy Ogston (Australien) |

|             | 1 juni 2008 | Vietnam              | 1 – 0           | Thailand | Thống Nhất Stadium                                            |                                                               |
| 18:30 UTC+7 | 18:30 UTC+7 | Doan Thi Kim Chi 70′ | (0 – 0) Rapport |          | Ho Chi Minh-staden Publik: 2 500 Domare: Baba Sachiko (Japan) | Ho Chi Minh-staden Publik: 2 500 Domare: Baba Sachiko (Japan) |
| 18:30 UTC+7 | 18:30 UTC+7 |                      |                 |          | Ho Chi Minh-staden Publik: 2 500 Domare: Baba Sachiko (Japan) | Ho Chi Minh-staden Publik: 2 500 Domare: Baba Sachiko (Japan) |
| 18:30 UTC+7 | 18:30 UTC+7 |                      |                 |          | Ho Chi Minh-staden Publik: 2 500 Domare: Baba Sachiko (Japan) | Ho Chi Minh-staden Publik: 2 500 Domare: Baba Sachiko (Japan) |

### Grupp B
| Nr | Lag              | S | V | O | F | GM | IM | MS  | P |
| -- | ---------------- | - | - | - | - | -- | -- | --- | - |
| 1  | Japan            | 3 | 2 | 0 | 1 | 15 | 4  | +11 | 6 |
| 2  | Australien       | 3 | 2 | 0 | 1 | 7  | 3  | +4  | 6 |
| 3  | Sydkorea         | 3 | 2 | 0 | 1 | 5  | 3  | +2  | 6 |
| 4  | Kinesiska Taipei | 3 | 0 | 0 | 3 | 0  | 17 | −17 | 0 |

|             | 29 maj 2008 | Australien                                                     | 4 – 0           | Kinesiska Taipei | Thống Nhất Stadium                                             |                                                                |
| 17:00 UTC+7 | 17:00 UTC+7 | Heather Garriock 19′, 42′ Jenna Tristram 51′ Lisa De Vanna 82′ | (2 – 0) Rapport |                  | Ho Chi Minh-staden Publik: 600 Domare: Ri Hong-sil (Nordkorea) | Ho Chi Minh-staden Publik: 600 Domare: Ri Hong-sil (Nordkorea) |
| 17:00 UTC+7 | 17:00 UTC+7 |                                                                |                 |                  | Ho Chi Minh-staden Publik: 600 Domare: Ri Hong-sil (Nordkorea) | Ho Chi Minh-staden Publik: 600 Domare: Ri Hong-sil (Nordkorea) |
| 17:00 UTC+7 | 17:00 UTC+7 |                                                                |                 |                  | Ho Chi Minh-staden Publik: 600 Domare: Ri Hong-sil (Nordkorea) | Ho Chi Minh-staden Publik: 600 Domare: Ri Hong-sil (Nordkorea) |

|             | 29 maj 2008 | Japan             | 1 – 3           | Sydkorea                                | Thống Nhất Stadium                                                |                                                                   |
| 19:30 UTC+7 | 19:30 UTC+7 | Yuki Nagasato 10′ | (1 – 2) Rapport | 18′ Cha Yun-hee 31′, 54′ Park Hee-young | Ho Chi Minh-staden Publik: 600 Domare: Bentla D'Coth (Australien) | Ho Chi Minh-staden Publik: 600 Domare: Bentla D'Coth (Australien) |
| 19:30 UTC+7 | 19:30 UTC+7 |                   |                 |                                         | Ho Chi Minh-staden Publik: 600 Domare: Bentla D'Coth (Australien) | Ho Chi Minh-staden Publik: 600 Domare: Bentla D'Coth (Australien) |
| 19:30 UTC+7 | 19:30 UTC+7 |                   |                 |                                         | Ho Chi Minh-staden Publik: 600 Domare: Bentla D'Coth (Australien) | Ho Chi Minh-staden Publik: 600 Domare: Bentla D'Coth (Australien) |

|             | 31 maj 2008 | Kinesiska Taipei | 00 – 11         | Japan | Thống Nhất Stadium                                                  |                                                                     |
| 17:00 UTC+7 | 17:00 UTC+7 |                  | (0 – 2) Rapport | 21′ Aya Sameshima 29′, 65′ Rumi Utsugi 51′ Kozue Ando 55′ Eriko Arakawa 66′, 89′ Karina Maruyama 76′ Michi Goto 81′ Tomoe Kato 82′ (sjm.) Lee Hsui-Chin 90+1′ Yuki Nagasato | Ho Chi Minh-staden Publik: 300 Domare: Pannipar Kamnueng (Thailand) | Ho Chi Minh-staden Publik: 300 Domare: Pannipar Kamnueng (Thailand) |
| 17:00 UTC+7 | 17:00 UTC+7 |                  |                 | | Ho Chi Minh-staden Publik: 300 Domare: Pannipar Kamnueng (Thailand) | Ho Chi Minh-staden Publik: 300 Domare: Pannipar Kamnueng (Thailand) |
| 17:00 UTC+7 | 17:00 UTC+7 |                  |                 | | Ho Chi Minh-staden Publik: 300 Domare: Pannipar Kamnueng (Thailand) | Ho Chi Minh-staden Publik: 300 Domare: Pannipar Kamnueng (Thailand) |

|             | 31 maj 2008 | Sydkorea | 0 – 2           | Australien                         | Thống Nhất Stadium                                            |                                                               |
| 19:30 UTC+7 | 19:30 UTC+7 |          | (0 – 1) Rapport | 30′ Ellyse Perry 69′ Lisa De Vanna | Ho Chi Minh-staden Publik: 300 Domare: Bentla D'Coth (Indien) | Ho Chi Minh-staden Publik: 300 Domare: Bentla D'Coth (Indien) |
| 19:30 UTC+7 | 19:30 UTC+7 |          |                 |                                    | Ho Chi Minh-staden Publik: 300 Domare: Bentla D'Coth (Indien) | Ho Chi Minh-staden Publik: 300 Domare: Bentla D'Coth (Indien) |
| 19:30 UTC+7 | 19:30 UTC+7 |          |                 |                                    | Ho Chi Minh-staden Publik: 300 Domare: Bentla D'Coth (Indien) | Ho Chi Minh-staden Publik: 300 Domare: Bentla D'Coth (Indien) |

|             | 2 juni 2008 | Australien             | 1 – 3           | Japan                                          | Thống Nhất Stadium                                             |                                                                |
| 17:00 UTC+7 | 17:00 UTC+7 | Clare Polkinghorne 70′ | (0 – 2) Rapport | 8′ Kozue Ando 33′ Yuki Nagasato 50′ Aya Miyama | Ho Chi Minh-staden Publik: 300 Domare: Ri Hong-sil (Nordkorea) | Ho Chi Minh-staden Publik: 300 Domare: Ri Hong-sil (Nordkorea) |
| 17:00 UTC+7 | 17:00 UTC+7 |                        |                 |                                                | Ho Chi Minh-staden Publik: 300 Domare: Ri Hong-sil (Nordkorea) | Ho Chi Minh-staden Publik: 300 Domare: Ri Hong-sil (Nordkorea) |
| 17:00 UTC+7 | 17:00 UTC+7 |                        |                 |                                                | Ho Chi Minh-staden Publik: 300 Domare: Ri Hong-sil (Nordkorea) | Ho Chi Minh-staden Publik: 300 Domare: Ri Hong-sil (Nordkorea) |

|             | 2 juni 2008 | Sydkorea                         | 2 – 0           | Kinesiska Taipei | Army Stadium                                                        |                                                                     |
| 17:00 UTC+7 | 17:00 UTC+7 | Kim Yoo-mi 23′ Kim Soo-yun 90+2′ | (1 – 0) Rapport |                  | Ho Chi Minh-staden Publik: 250 Domare: Pannipar Kamnueng (Thailand) | Ho Chi Minh-staden Publik: 250 Domare: Pannipar Kamnueng (Thailand) |
| 17:00 UTC+7 | 17:00 UTC+7 |                                  |                 |                  | Ho Chi Minh-staden Publik: 250 Domare: Pannipar Kamnueng (Thailand) | Ho Chi Minh-staden Publik: 250 Domare: Pannipar Kamnueng (Thailand) |
| 17:00 UTC+7 | 17:00 UTC+7 |                                  |                 |                  | Ho Chi Minh-staden Publik: 250 Domare: Pannipar Kamnueng (Thailand) | Ho Chi Minh-staden Publik: 250 Domare: Pannipar Kamnueng (Thailand) |

## Slutspel

### Slutspelsträd
|  | Semifinaler | Semifinaler |   |            | Final      | Final |  |
|  |             |             |   |            |            |       |  |
|  |             |             |   |            |            |       |  |
|  | Nordkorea   | 3           |   |            |            |       |  |
|  | Australien  | 0           |   |            |            |       |  |
|  |             |             |   |            |            |       |  |
|  |             |             |   |            |            |       |  |
|  |             |             |   |            | Nordkorea  | 2     |  |
|  |             | Kina        | 1 |            |            |       |  |
|  |             |             |   |            |            |       |  |
|  |             |             |   |            |            |       |  |
|  |             |             |   |            | Bronsmatch |       |  |
|  |             |             |   |            |            |       |  |
|  | Japan       | 1           |   | Australien | 0          |       |  |
|  | Kina        | 3           |   |            | Japan      | 3     |  |

### Semifinaler
|             | 5 juni 2008 | Nordkorea               | 3 – 0           | Australien | Thống Nhất Stadium                                                    |                                                                       |
| 16:00 UTC+7 | 16:00 UTC+7 | Ri Kum-suk 2′, 41′, 60′ | (2 – 0) Rapport |            | Ho Chi Minh-staden Publik: 2 700 Domare: Pannipar Kamnueng (Thailand) | Ho Chi Minh-staden Publik: 2 700 Domare: Pannipar Kamnueng (Thailand) |
| 16:00 UTC+7 | 16:00 UTC+7 |                         |                 |            | Ho Chi Minh-staden Publik: 2 700 Domare: Pannipar Kamnueng (Thailand) | Ho Chi Minh-staden Publik: 2 700 Domare: Pannipar Kamnueng (Thailand) |
| 16:00 UTC+7 | 16:00 UTC+7 |                         |                 |            | Ho Chi Minh-staden Publik: 2 700 Domare: Pannipar Kamnueng (Thailand) | Ho Chi Minh-staden Publik: 2 700 Domare: Pannipar Kamnueng (Thailand) |

|             | 5 juni 2008 | Japan           | 1 – 3           | Kina                              | Thống Nhất Stadium                                              |                                                                 |
| 19:00 UTC+7 | 19:00 UTC+7 | Homare Sawa 47′ | (0 – 0) Rapport | 63′, 68′ Wang Dandan 75′ Han Duan | Ho Chi Minh-staden Publik: 1 000 Domare: Bentla D'Coth (Indien) | Ho Chi Minh-staden Publik: 1 000 Domare: Bentla D'Coth (Indien) |
| 19:00 UTC+7 | 19:00 UTC+7 |                 |                 |                                   | Ho Chi Minh-staden Publik: 1 000 Domare: Bentla D'Coth (Indien) | Ho Chi Minh-staden Publik: 1 000 Domare: Bentla D'Coth (Indien) |
| 19:00 UTC+7 | 19:00 UTC+7 |                 |                 |                                   | Ho Chi Minh-staden Publik: 1 000 Domare: Bentla D'Coth (Indien) | Ho Chi Minh-staden Publik: 1 000 Domare: Bentla D'Coth (Indien) |

### Bronsmatch
|             | 8 juni 2008 | Australien | 0 – 3           | Japan                                            | Thống Nhất Stadium                                              |                                                                 |
| 16:00 UTC+7 | 16:00 UTC+7 |            | (0 – 1) Rapport | 15′ Yuki Nagasato 78′ Aya Miyama 86′ Homare Sawa | Ho Chi Minh-staden Publik: 1 200 Domare: Hong Eun-ah (Sydkorea) | Ho Chi Minh-staden Publik: 1 200 Domare: Hong Eun-ah (Sydkorea) |
| 16:00 UTC+7 | 16:00 UTC+7 |            |                 |                                                  | Ho Chi Minh-staden Publik: 1 200 Domare: Hong Eun-ah (Sydkorea) | Ho Chi Minh-staden Publik: 1 200 Domare: Hong Eun-ah (Sydkorea) |
| 16:00 UTC+7 | 16:00 UTC+7 |            |                 |                                                  | Ho Chi Minh-staden Publik: 1 200 Domare: Hong Eun-ah (Sydkorea) | Ho Chi Minh-staden Publik: 1 200 Domare: Hong Eun-ah (Sydkorea) |

### Final
|             | 8 juni 2008 | Nordkorea                      | 2 – 1           | Kina       | Thống Nhất Stadium                                            |                                                               |
| 19:00 UTC+7 | 19:00 UTC+7 | Ri Kum-Suk 55′ Lee Yung-Ae 68′ | (0 – 1) Rapport | 12′ Bi Yan | Ho Chi Minh-staden Publik: 2 500 Domare: Sachiko Baba (Japan) | Ho Chi Minh-staden Publik: 2 500 Domare: Sachiko Baba (Japan) |
| 19:00 UTC+7 | 19:00 UTC+7 |                                |                 |            | Ho Chi Minh-staden Publik: 2 500 Domare: Sachiko Baba (Japan) | Ho Chi Minh-staden Publik: 2 500 Domare: Sachiko Baba (Japan) |
| 19:00 UTC+7 | 19:00 UTC+7 |                                |                 |            | Ho Chi Minh-staden Publik: 2 500 Domare: Sachiko Baba (Japan) | Ho Chi Minh-staden Publik: 2 500 Domare: Sachiko Baba (Japan) |